# Europarlamentari della Francia della VIII legislatura
Gli europarlamentari della Francia della VIII legislatura, eletti in occasione delle elezioni europee del 2014, sono stati i seguenti.

## Composizione storica
| Europarlamentare                      | Lista                                           | Gruppo    |
| ------------------------------------- | ----------------------------------------------- | --------- |
| Louis Aliot                           | Fronte Nazionale                                | NI        |
| Michèle Alliot-Marie                  | Unione per un Movimento Popolare                | PPE       |
| Éric Andrieu                          | Partito Socialista                              | S&D       |
| Marie-Christine Arnautu               | Fronte Nazionale                                | NI        |
| Jean Arthuis                          | Unione del Centro (UDI - Alleanza Centrista)    | ALDE      |
| Guillaume Balas                       | Partito Socialista                              | S&D       |
| Nicolas Bay                           | Fronte Nazionale                                | NI        |
| Pervenche Berès                       | Partito Socialista                              | S&D       |
| Joëlle Bergeron                       | Fronte Nazionale (poi Indipendente)             | EFDD      |
| Dominique Bilde                       | Fronte Nazionale                                | NI        |
| Marie-Christine Boutonnet             | Fronte Nazionale                                | NI        |
| José Bové                             | Europa Ecologia I Verdi                         | Verdi/ALE |
| Steeve Briois                         | Fronte Nazionale                                | NI        |
| Alain Cadec                           | Unione per un Movimento Popolare                | PPE       |
| Jean-Marie Cavada                     | Unione del Centro (UDI - Nuovo Centro)          | ALDE      |
| Aymeric Chauprade                     | Fronte Nazionale                                | NI        |
| Arnaud Danjean                        | Unione per un Movimento Popolare                | PPE       |
| Michel Dantin                         | Unione per un Movimento Popolare                | PPE       |
| Rachida Dati                          | Unione per un Movimento Popolare                | PPE       |
| Angélique Delahaye                    | Unione per un Movimento Popolare                | PPE       |
| Karima Delli                          | Europa Ecologia I Verdi                         | Verdi/ALE |
| Jean-Paul Denanot                     | Partito Socialista                              | S&D       |
| Marielle de Sarnez                    | Unione del Centro (Movimento Democratico)       | ALDE      |
| Mireille D'ornano                     | Fronte Nazionale                                | NI        |
| Pascal Durand                         | Europa Ecologia I Verdi                         | Verdi/ALE |
| Édouard Ferrand                       | Fronte Nazionale                                | NI        |
| Sylvie Goddyn                         | Fronte Nazionale                                | NI        |
| Bruno Gollnisch                       | Fronte Nazionale                                | NI        |
| Sylvie Goulard                        | Unione del Centro (Movimento Democratico)       | ALDE      |
| Nathalie Griesbeck                    | Unione del Centro (Movimento Democratico)       | ALDE      |
| Françoise Grossetête                  | Unione per un Movimento Popolare                | PPE       |
| Sylvie Guillaume                      | Partito Socialista                              | S&D       |
| Brice Hortefeux                       | Unione per un Movimento Popolare                | PPE       |
| Yannick Jadot                         | Europa Ecologia I Verdi                         | Verdi/ALE |
| Jean-François Jalkh                   | Fronte Nazionale                                | NI        |
| Eva Joly                              | Europa Ecologia I Verdi                         | Verdi/ALE |
| Marc Joulaud                          | Unione per un Movimento Popolare                | PPE       |
| Philippe Juvin                        | Unione per un Movimento Popolare                | PPE       |
| Alain Lamassoure                      | Unione per un Movimento Popolare                | PPE       |
| Jérôme Lavrilleux                     | Unione per un Movimento Popolare                | PPE       |
| Gilles Lebreton                       | Fronte Nazionale                                | NI        |
| Constance Le Grip                     | Unione per un Movimento Popolare                | PPE       |
| Patrick Le Hyaric                     | Fronte di Sinistra (Partito Comunista Francese) | GUE/NGL   |
| Jean-Marie Le Pen                     | Fronte Nazionale                                | NI        |
| Marine Le Pen                         | Fronte Nazionale                                | NI        |
| Philippe Loiseau                      | Fronte Nazionale                                | NI        |
| Louis-Joseph Manscour                 | Partito Socialista                              | S&D       |
| Dominique Martin                      | Fronte Nazionale                                | NI        |
| Edouard Martin                        | Partito Socialista                              | S&D       |
| Emmanuel Maurel                       | Partito Socialista                              | S&D       |
| Jean-Luc Mélenchon                    | Fronte di Sinistra (Partito di Sinistra)        | GUE/NGL   |
| Joëlle Mélin                          | Fronte Nazionale                                | NI        |
| Bernard Monot                         | Fronte Nazionale                                | NI        |
| Sophie Montel                         | Fronte Nazionale                                | NI        |
| Nadine Morano                         | Unione per un Movimento Popolare                | PPE       |
| Elisabeth Morin-Chartier              | Unione per un Movimento Popolare                | PPE       |
| Renaud Muselier                       | Unione per un Movimento Popolare                | PPE       |
| Younous Omarjee                       | Union pour les Outremer                         | GUE/NGL   |
| Gilles Pargneaux                      | Partito Socialista                              | S&D       |
| Vincent Peillon                       | Partito Socialista                              | S&D       |
| Florian Philippot                     | Fronte Nazionale                                | NI        |
| Maurice Ponga                         | Unione per un Movimento Popolare                | PPE       |
| Franck Proust                         | Unione per un Movimento Popolare                | PPE       |
| Christine Revault D'allonnes Bonnefoy | Partito Socialista                              | S&D       |
| Dominique Riquet                      | Unione del Centro (UDI - Partito Radicale)      | ALDE      |
| Michèle Rivasi                        | Europa Ecologia I Verdi                         | Verdi/ALE |
| Robert Rochefort                      | Unione del Centro (Movimento Democratico)       | ALDE      |
| Virginie Rozière                      | Partito Radicale di Sinistra                    | S&D       |
| Tokia Saïfi                           | Unione per un Movimento Popolare                | PPE       |
| Anne Sander                           | Unione per un Movimento Popolare                | PPE       |
| Jean-Luc Schaffhauser                 | Fronte Nazionale                                | NI        |
| Isabelle Thomas                       | Partito Socialista                              | S&D       |
| Mylène Troszczynski                   | Fronte Nazionale                                | NI        |
| Marie-Christine Vergiat               | Fronte di Sinistra (Indipendente)               | GUE/NGL   |

## Modifiche intervenute

### Fronte Nazionale
- In data 19.06.2017 a Marine Le Pen subentra Christelle Letard-Lechevalier.
- In data 21.07.2017 a Louis Aliot subentra France Jamet.
- In data 02.02.2018 a Édouard Ferrand subentra Jacques Colombier.

### Unione per un Movimento Popolare
- In data 01.12.2017 a Constance Le Grip subentra Geoffroy Didier (I Repubblicani).

### Unione della Sinistra
- In data 11.06.2018 a Jean-Paul Denanot subentra Karine Gloanec Maurin.

### Unione del Centro
- In data 18.05.2017 a Sylvie Goulard subentra Thierry Cornillet (Partito Radicale).
- In data 18.05.2017 a Marielle de Sarnez subentra Patricia Lalonde (Unione dei Democratici e degli Indipendenti).

### Fronte di Sinistra
- In data 19.06.2017 a Jean-Luc Mélenchon subentra Marie-Pierre Vieu (Partito Comunista Francese).

### Modifiche nella rappresentanza dei partiti nazionali e dei gruppi
- In data 30.05.2015 l'Unione per un Movimento Popolare assume la denominazione di I Repubblicani.
- In data 15.06.2015 20 degli europarlamentari del Fronte Nazionale costituiscono il gruppo Europa delle Nazioni e della Libertà (restano nel gruppo dei Non iscritti gli europarlamentari Bruno Gollnisch e Jean-Marie Le Pen; Aymeric Chauprade aderisce al gruppo in data 25.06.2015, tornando tra i Non iscritti in data 10.11.2015).